# ひまわり賞 (岩手競馬)
ひまわり賞（ひまわりしょう）は、岩手県競馬組合が施行する地方競馬の重賞競走（M1）である。正式名称は「日刊スポーツ杯 ひまわり賞」、日刊スポーツ新聞社が優勝杯を提供している。副称はオークス。

## 概要
岩手競馬によるオークス（サラブレッド系3歳牝馬限定）相当の競走である。以前は8月を中心に施行されていたが、2007年と2008年は5月に行われ、2009年からは施行時期を7月に、施行場を盛岡競馬場のダート2000mにそれぞれ変更された。
トライアル競走として「あやめ賞」（3歳牝馬オープン特別競走）が、更に2006年までは「ひなげし賞」（3歳牝馬オープン特別競走）が行われ、2006年までは両競走とも優勝馬に、2007年から2008年までは上位2頭に本競走への優先出走権が与えられたが、現在は本競走へのトライアル競走は無い。
本競走では2008年から2012年までスタリオンシリーズ競走に指定されていた。2019年からはHITスタリオンシリーズに指定されている。
2016年に岩手競馬で重賞格付け制度が開始され、M1に格付けされた。
2020年より留守杯日高賞、OROオータムティアラ（現・オータムティアラ）とともに岩手3歳牝馬三冠競走を形成、本競走は二冠目として行われることとなる。同時に施行距離も盛岡競馬場のダート1800mに変更された。

### 条件・賞金等（2025年）
条件
サラブレッド系3歳牝馬、岩手所属。
- 留守杯日高賞で3着以上の馬に優先出走権がある。

負担重量
定量。54kg。
賞金等
賞金は1着500万円、2着175万円、3着100万円、4着65万円、5着35万円、着外手当5万円。
副賞
日刊スポーツ社賞、JBC協会賞、盛岡市長賞、開催執務委員長賞
HITスタリオンシリーズに指定されており、フォーウィールドライブの配合権利が優勝馬馬主への副賞となっている。
優先出走権付与
本競走の優勝馬には、ビューチフルドリーマーカップの優先出走権が、上位3着までに入った馬にはオータムティアラの優先出走権が付与される。

## 歴史
- 1987年 - 旧・盛岡競馬場「黄金競馬場」のダート1800mのサラブレッド系4歳（現3歳）牝馬の岩手所属馬限定の重賞競走「ひまわり賞」として創設。
- 1990年 - 施行場を水沢競馬場のダート1800mに変更。
- 1992年 - 施行場を旧・盛岡競馬場「黄金競馬場」のダート1800mに変更。
- 1993年 - 施行場を水沢競馬場のダート1800mに変更。
- 1994年 - 岩手の菅原勲が騎手として史上初の3連覇。
- 1997年
  - 施行場を現・盛岡競馬場のダート1800mに変更。
  - 岩手の関本浩司が騎手として史上2人目の3連覇。
  - 岩手の伊藤和が調教師として史上初の3連覇。
- 2000年
  - 施行場を水沢競馬場のダート1900mに変更。
  - この年から東日本地区交流競走として施行され、「サラブレッド系4歳（現3歳）牝馬の北海道・岩手・上山・新潟・北関東・南関東所属馬」に変更。
- 2001年
  - 馬齢表示の国際基準への変更に伴い、出走条件を「サラブレッド系4歳牝馬の北海道・岩手・上山・新潟・北関東・南関東所属馬」から「サラブレッド系3歳牝馬の北海道・岩手・上山・新潟・北関東・南関東所属馬」に変更。
  - 日刊スポーツ新聞社から優勝杯の提供を受け、名称を現在の「日刊スポーツ杯 ひまわり賞」に変更。
- 2002年
  - 当年のみ、東日本・九州地区交流競走として施行、出走条件を「サラブレッド系3歳牝馬の北海道・岩手・上山・北関東・南関東・九州所属馬」に変更。
  - 船橋のラヴァリーフリッグが他地区の地方所属馬として史上初の優勝。
- 2003年 - この年から地方競馬全国交流競走として施行され、出走条件を「サラブレッド系3歳牝馬の地方所属馬」に変更。
- 2007年 - 施行時期を5月に変更。
- 2008年 - スタリオンシリーズ競走に指定。
- 2009年
  - 施行時期を7月に変更。
  - 施行場を現・盛岡競馬場のダート2000mに変更。
- 2010年
  - この年から地方全国交流から岩手所属限定に戻る。
  - 岩手の村上昌幸が調教師として史上3人目の連覇。
- 2013年 - スタリオンシリーズ競走から外れる。
- 2016年 - 岩手競馬の重賞格付け制度が始まりM1に格付けされる。
- 2019年 - HITスタリオンシリーズに指定。
- 2020年 - 施行場を現・盛岡競馬場のダート1800mに変更。

### 歴代優勝馬
| 回数   | 施行日        | 競馬場 | 距離    | 優勝馬             | 性齢 | 所属   | タイム | 優勝騎手   | 管理調教師 | 馬主                     |
| ------ | ------------- | ------ | ------- | ------------------ | ---- | ------ | ------ | ---------- | ---------- | ------------------------ |
| 第1回  | 1987年8月24日 | 盛岡   | ダ1800m | サンセイビユーテイ | 牝4  | 盛岡   | 1:57.5 | 千田知幸   | 櫻田浩三   | 高橋清彦                 |
| 第2回  | 1988年8月22日 | 盛岡   | ダ1800m | ホウニンメゴヒメ   | 牝4  | 盛岡   | 2:00.2 | 小竹清一   | 城地藤男   | 報忍興業（株）           |
| 第3回  | 1989年8月7日  | 盛岡   | ダ1800m | アンダースワロー   | 牝4  | 水沢   | 1:57.7 | 千田知幸   | 村上初男   | 日山政藏                 |
| 第4回  | 1990年9月1日  | 水沢   | ダ1800m | モリユウジヨイナー | 牝4  | 水沢   | 2:01.6 | 菊地光幸   | 千葉四美   | 森山孝一                 |
| 第5回  | 1991年8月26日 | 水沢   | ダ1800m | キタカミカツヒメ   | 牝4  | 水沢   | 2:00.4 | 小林俊彦   | 小林長治   | 加藤秋實                 |
| 第6回  | 1992年8月24日 | 盛岡   | ダ1800m | アンダージェント   | 牝4  | 水沢   | 1:58.4 | 菅原勲     | 村上実     | 伊藤昭次                 |
| 第7回  | 1993年8月23日 | 水沢   | ダ1800m | トコハル           | 牝4  | 水沢   | 1:57.3 | 菅原勲     | 小林義明   | 小池恒三                 |
| 第8回  | 1994年8月21日 | 水沢   | ダ1800m | ナカトップカシマ   | 牝4  | 水沢   | 1:58.9 | 菅原勲     | 阿部時男   | 中西いく夫               |
| 第9回  | 1995年8月20日 | 水沢   | ダ1800m | マルコゴールド     | 牝4  | 水沢   | 2:01.2 | 関本浩司   | 伊藤和     | 小久保正                 |
| 第10回 | 1996年8月25日 | 水沢   | ダ1800m | エムティエムディ   | 牝4  | 水沢   | 2:00.2 | 関本浩司   | 伊藤和     | 辰本全敏                 |
| 第11回 | 1997年8月24日 | 盛岡   | ダ1800m | サカモトサクラ     | 牝4  | 水沢   | 1:56.4 | 関本浩司   | 伊藤和     | 高橋正                   |
| 第12回 | 1998年8月23日 | 盛岡   | ダ1800m | キャニオンビューチ | 牝4  | 盛岡   | 1:58.6 | 畠山信一   | 大和静治   | 谷川弘一郎               |
| 第13回 | 1999年8月22日 | 盛岡   | ダ1800m | ラフレシアダンサー | 牝4  | 水沢   | 1:58.0 | 菅原雅文   | 佐々木恒   | 吉田石治                 |
| 第14回 | 2000年9月3日  | 水沢   | ダ1900m | ピスカリアンジュ   | 牝4  | 盛岡   | 2:08.3 | 菅原勲     | 葛西勝幸   | 松田敏                   |
| 第15回 | 2001年8月26日 | 水沢   | ダ1900m | セイントリーフ     | 牝3  | 水沢   | 2:05.0 | 阿部英俊   | 鈴木七郎   | 内海正章                 |
| 第16回 | 2002年8月25日 | 水沢   | ダ1900m | ラヴァリーフリッグ | 牝3  | 船橋   | 2:03.4 | 石崎隆之   | 出川克己   | 村中徳広                 |
| 第17回 | 2003年8月24日 | 水沢   | ダ1900m | ミハタバルゴウ     | 牝3  | 高崎   | 2:03.2 | 木村芳晃   | 法理勝弘   | 畑清介                   |
| 第18回 | 2004年8月22日 | 水沢   | ダ1900m | グローリサンディ   | 牝3  | 北海道 | 2:05.7 | 菅原勲     | 恵多谷豊   | 藤村榮子                 |
| 第19回 | 2005年8月21日 | 水沢   | ダ1900m | ドリームチャッター | 牝3  | 北海道 | 2:03.4 | 岩橋勇二   | 成田春男   | 平田一雄                 |
| 第20回 | 2006年8月20日 | 水沢   | ダ1900m | サイレントエクセル | 牝3  | 水沢   | 2:02.7 | 板垣吉則   | 千葉博     | 道地房男                 |
| 第21回 | 2007年5月27日 | 水沢   | ダ1900m | マツリダワルツ     | 牝3  | 盛岡   | 2:04.3 | 南郷家全   | 城地藤男   | 高橋文枝                 |
| 第22回 | 2008年5月25日 | 水沢   | ダ1900m | カネショウプルート | 牝3  | 水沢   | 2:03.2 | 村上忍     | 村上実     | 上村清志                 |
| 第23回 | 2009年7月26日 | 盛岡   | ダ2000m | アンダーゴールド   | 牝3  | 水沢   | 2:09.7 | 阿部英俊   | 村上昌幸   | 日山政藏                 |
| 第24回 | 2010年7月25日 | 盛岡   | ダ2000m | コンゴウプリンセス | 牝3  | 水沢   | 2:08.1 | 坂口裕一   | 村上昌幸   | 福島幸子                 |
| 第25回 | 2011年7月24日 | 盛岡   | ダ2000m | アンダースポット   | 牝3  | 盛岡   | 2:11.1 | 南郷家全   | 城地俊光   | 大黒富美子               |
| 第26回 | 2012年7月29日 | 盛岡   | ダ2000m | ミキノウインク     | 牝3  | 水沢   | 2:09.2 | 村上忍     | 関本浩司   | 中谷泰人                 |
| 第27回 | 2013年7月28日 | 盛岡   | ダ2000m | コウギョウデジタル | 牝3  | 水沢   | 2:06.0 | 阿部英俊   | 菅原右吉   | 菊地捷士                 |
| 第28回 | 2014年7月27日 | 盛岡   | ダ2000m | フラッシュモブ     | 牝3  | 水沢   | 2:09.7 | 山本政聡   | 関本浩司   | （有）ホースケア         |
| 第29回 | 2015年8月9日  | 盛岡   | ダ2000m | ラブディーバ       | 牝3  | 水沢   | 2:13.7 | 村上忍     | 菅原勲     | 内山一郎                 |
| 第30回 | 2016年8月7日  | 盛岡   | ダ2000m | サプライズハッピー | 牝3  | 盛岡   | 2:09.1 | 山本聡哉   | 櫻田康二   | 西村專次                 |
| 第31回 | 2017年8月6日  | 盛岡   | ダ2000m | ビービースペース   | 牝3  | 盛岡   | 2:08.9 | 瀧川寿希也 | 城地俊光   | 廣瀬由一                 |
| 第32回 | 2018年8月5日  | 盛岡   | ダ2000m | サンタガール       | 牝3  | 盛岡   | 2:07.4 | 山本政聡   | 城地俊光   | 吉田朋之                 |
| 第33回 | 2019年8月4日  | 盛岡   | ダ2000m | エムワンピーコ     | 牝3  | 盛岡   | 2:08.4 | 関本淳     | 晴山厚司   | （株）マネジメント・ワン |
| 第34回 | 2020年8月9日  | 盛岡   | ダ1800m | マルケイマーヴェル | 牝3  | 水沢   | 1:52.8 | 岩本怜     | 石川栄     | 熊谷清則                 |
| 第35回 | 2021年8月8日  | 盛岡   | ダ1800m | ゴールデンヒーラー | 牝3  | 水沢   | 1:55.7 | 山本聡哉   | 佐藤祐司   | 平賀敏男                 |
| 第36回 | 2022年8月7日  | 盛岡   | ダ1800m | トーセンキャロル   | 牝3  | 水沢   | 1:55.3 | 山本聡哉   | 佐藤浩一   | 島川隆哉                 |
| 第37回 | 2023年7月11日 | 盛岡   | ダ1800m | ミニアチュール     | 牝3  | 水沢   | 1:53.3 | 山本聡哉   | 佐藤祐司   | 平賀敏男                 |
| 第38回 | 2024年8月11日 | 盛岡   | ダ1800m | コモリリーガル     | 牝3  | 水沢   | 1:54.9 | 村上忍     | 瀬戸幸一   | 子守貴久                 |
| 第39回 | 2025年8月3日  | 盛岡   | ダ1800m | ミナトミナイト     | 牝3  | 水沢   | 1:57.0 | 高橋悠里   | 伊藤和忍   | 山中元夫                 |

※2000年以前の優勝馬の馬齢は旧表記を用いる。

#### 各回競走結果の出典
- ひまわり賞（オークス） 歴代優勝馬 - 地方競馬全国協会
- JBISサーチ
  - 1987年，1988年，1989年，1990年，1991年，1992年，1993年，1994年，1995年，1996年，1997年，1998年，1999年，2000年，2001年，2002年，2003年，2004年，2005年，2006年，2007年，2008年，2009年，2010年，2011年，2012年，2013年，2014年，2015年，2016年，2017年，2018年，2019年，2020年，2021年，2022年，2023年，2024年，2025年